# Léonard Specht
Pour les articles homonymes, voir Specht.
Léonard Specht est un footballeur international français né le 16 avril 1954 à Mommenheim (Bas-Rhin) qui évoluait au poste de défenseur.

## Biographie

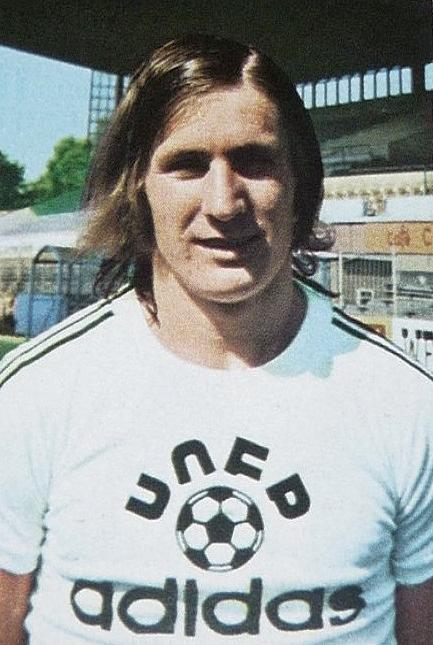
Léonard Specht en 1974 au RC Strasbourg.

Défenseur central et international, il est formé au RC Strasbourg avec lequel il remporte notamment le titre de champion de France de D1 en 1979. Néanmoins c'est aux Girondins de Bordeaux qu'il construit son plus beau palmarès avec trois titres de champion de France de D1 supplémentaires, ainsi que deux 1/2 
finales en coupes européennes.
En 1978, il est appelé en équipe de France pour un match amical contre l'Espagne au Parc des Princes,. Pour sa première sélection, il inscrit de la tête l'unique but de la partie.
Il entraîne ensuite le RC Strasbourg de 1989 à 1991, puis se consacre à ses stages de football pour les jeunes. 
Pour la saison 1998-99, il est Directeur sportif du FC Sochaux.
Après sa carrière sportive, il se reconvertit en tant que commercial puis devient directeur des ressources humaines dans une entreprise alsacienne.
Le 6 juin 2009, il est élu président du RC Strasbourg en remplacement de Philippe Ginestet. Le 12 août 2009, lors d'un conseil d'administration extraordinaire, il annonce sa démission du RC Strasbourg.

## Carrière de joueur
- 1972-1982 : RC Strasbourg (324 matchs et 20 buts en championnat)
- 1982-1987 : Girondins de Bordeaux (158 matchs et 7 buts en championnat)
- 1987-1989 : RC Strasbourg (62 matchs et 1 but en championnat)[5],[2]

## Palmarès

### En club
- Champion de France en 1979 avec le RC Strasbourg, en 1984, en 1985 et en 1987 avec les Girondins de Bordeaux
- Champion de France de Division 2 en 1977 avec le RC Strasbourg
- Vainqueur de la Coupe de France en 1986 et en 1987 avec les Girondins de Bordeaux
- Vice-champion de France en 1983 avec les Girondins de Bordeaux
- Demi-finaliste de la Coupe d'Europe des Clubs Champions en 1985 avec les Girondins de Bordeaux
- Demi-finaliste de la Coupe d'Europe des Vainqueurs de Coupe en 1987 avec les Girondins de Bordeaux

### EnÉquipe de France
- 18 sélections et 1 but entre 1978 et 1985[6]